# Artisanal (Käse)
Artisanal (französisch für „handwerklich“) ist eine der vier wichtigsten zugelassenen Herstellungskategorien der französischen Appellation d’Origine Protegée (AOP) für Käsesorten. Hierbei muss der Käser die Milch von Kühen, Ziegen oder Schafen verwenden, die auf seinem Hof gehalten werden. Anders als bei der Fermier-Kategorie darf er jedoch auch Milch von anderen Höfen hinzukaufen.
Die auf diese Weise produzierte Käsemenge ist gering bis mittelhoch. In Frankreich sind als Artisanal bezeichnete Käsesorten auf regionalen Märkten und in Käsefachgeschäften erhältlich.
Weitere zugelassene Herstellungskategorien der Appellation d’Origine Contrôlée sind Fermier, Coopératives und Industriel.